# Sebastián Ubilla
Sebastián Andrés Ubilla Cambón, más conocido como el Conejo Ubilla (Quilpué, Región de Valparaíso, Chile, 9 de agosto de 1990), es un futbolista chileno. Juega de delantero y su equipo actual es Concón National de la Segunda División de Chile

## Trayectoria

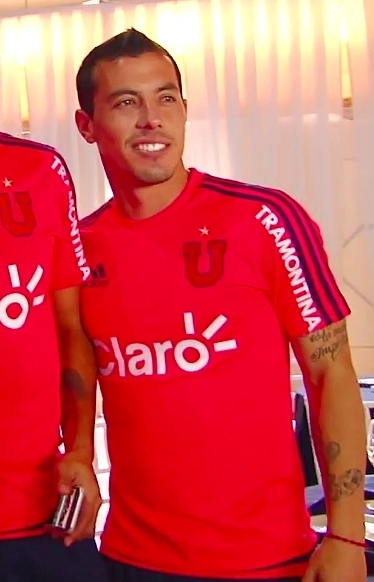
Sebastián con la equipación de entrenamiento de la Universidad de Chile.

Llegó a las inferiores de Santiago Wanderers a los trece años cuando fue observado por Omar Soto en el club Pedro Montt de Quilpué. Fue parte de las series menores del club porteño hasta el 2007 donde se fue a Colo-Colo por una gran oferta, pero el traspaso tuvo muchos problemas y durante un año no pudo jugar por las cadetes de su nuevo equipo por lo cual en el 2008 regresó con los caturros.
Debutó por el primer equipo de Santiago Wanderers en el partido donde su equipo enfrentaba al Club Deportivo Arturo Fernández Vial donde logró una victoria siendo pieza fundamental al ingresar en el segundo tiempo por el argentino Juan Manuel Cobelli, sin querer este hecho desencadenó un quiebre en la relación del argentino con el entrenador Jorge Aravena. 
Después de su debut siguió teniendo oportunidades de juego en el Torneo de Clausura de la Primera B donde llegó a comenzar de titular en varios partidos y también fue citado a la banca. Todas estas oportunidades eran en un comienzo porque Roberto Luco, quien jugaba de titular en su posición, estaba enfermo. Aquella temporada sufriría una lamentable lesión la cual lo dejaría fuera de las canchas durante los últimos partidos del campeonato y los primeros del siguiente. En su segundo partido tras su regreso en el 2009 convertiría su primer gol, luego de esto mantuvo su titularidad en el equipo jugando como volante por la banda izquierda pero nuevamente una lesión lo dejaba fuera de lo que restaba de campeonato.
Ya para el 2010 comenzó a tener su puesto de titular como volante por izquierda a veces pasando a ser un delantero más logrando un buen rendimiento, ya para 2011 finalmente comenzó a tener una función de extremo lo que lo llevó a mostrar su faceta goleadora la cual se vería en todo su esplendor a la temporada siguiente donde pasaría completamente a la posición de delantero donde sería pieza fija de su equipo y goleador de este además del campeonato.
Tras acabar la participación de su equipo en el Apertura 2012, luego de no clasificar a los play-offs y con una polémica lesión de lumbago de por medio, Universidad de Chile se interesó en el jugador y, el 6 de junio, pagó por el 80% del pase 1.2 millones de dólares Al día siguiente, fue presentado en el Centro Deportivo Azul y se le asignó la camiseta 19. debutando con la camiseta azul el 14 de junio en la derrota por dos goles a cero frente a Boca Juniors por la semifinal de ida de la Copa Libertadores 2012.
Debido a la salida de varios delanteros titulares en el equipo como Junior Fernándes y Ángelo Henríquez, se consolidaría rápidamente como titular jugando en todos los torneos del segundo semestre, primero estuvo en la Copa Suruga Bank 2012 la Recopa Sudamericana y en la Copa Sudamericana 2012, torneo en el cual venían como campeones vigentes, en la que anotó su primer gol en el cuadro universitario el 2 de octubre en el empate a dos goles frente a Emelec por la ida de los octavos de final. Por último, en el Clausura 2012 no logró reeditar su cuota goleadora del Apertura y solo anotó cuatro goles en diez partidos.
Sus siguientes campañas con los universitarios estarían marcadas por las lesiones que no lo dejarían obtener regularidad pese a convertir goles importantes obteniendo de todas formas cinco campeonatos, finalizado su contrato ficharía en calidad de jugador libre por el Al-Shabab de Arabia Saudita firmando por año y medio. Solo permanecería seis meses en medio oriente, regresando a la Universidad de Chile, teniendo un segundo paso no tan bueno como el anterior. Su primera temporada no tendría regularidad y en la segunda pelearía por no descender con los laicos quedando en la penúltima posición de 2019 a falta de 6 fechas que jugar, quedó inconcluso por el estallido social. Aunque cabe resaltar que el último partido jugado contra Deportes Iquique rival directo por el descenso terminó 2-1 a favor del equipo universitario
Al finalizar otra vez su vínculo con Universidad de Chile volvería a su club formador, Santiago Wanderers.
El 30 de diciembre de 2021, Ubilla fue oficializado como el cuarto refuerzo del Club Deportivo O'Higgins de cara a la temporada 2022. Su debut con el equipo de Rancagua se dio el 4 de febrero de 2022 en la primera fecha del Campeonato Nacional 2022, donde los "celestes" golearon 3-0 a Deportes La Serena.

## Selección nacional
Fue parte de la Selección de fútbol sub-15 de Chile desde los 15 años y luego sería parte de la Selección de fútbol sub-17 de Chile jugando dos sudamericanos, uno de cada una de las categorías en las que estuvo. En septiembre del 2008 fue convocado por primera vez a la Selección de fútbol sub-20 de Chile dirigida por Ivo Basay pero no disputó ninguna competición oficial en esta categoría. 
En el 2010 fue citado a una preselección, esta vez a la Sub-22, que jugaría el Torneo Esperanzas de Toulon y aunque inicialmente no había quedado en la nómina final término siendo convocado a la selección.
A finales del año 2011 es convocado por primera vez a la Selección de fútbol de Chile para disputar un partido amistoso contra Paraguay donde lograría debutar al ingresar en el segundo tiempo por Junior Fernandes colaborando con la victoria de su equipo por tres goles a dos. Su siguiente convocatoria sería nuevamente a una selección menor, esta vez a la Selección de fútbol sub-23 de Chile para enfrentar un partido frente a la selección olímpica de Uruguay donde ingresaría en el segundo tiempo anotando dos goles que no serían suficiente para evitar la derrota de su selección por seis goles contra cuatro.
Sus últimas participaciones por la Selección de fútbol de Chile serían en dos amistosos frente a Senegal y Haití en 2013.

### Partidos internacionales
| 1     | 21 de diciembre de 2011 | Estadio La Portada, La Serena, Chile                               | Chile      | 3-2 | Paraguay |   |  | Claudio Borghi | Copa Ciudad de La Serena |
| 2     | 15 de enero de 2013     | Estadio La Portada, La Serena, Chile                               | Chile      | 2-1 | Senegal  |   |  | Jorge Sampaoli | Amistoso                 |
| 3     | 19 de enero de 2013     | Estadio municipal Alcaldesa Ester Roa Rebolledo, Concepción, Chile | Chile      | 3-0 | Haití    |   |  | Jorge Sampaoli | Amistoso                 |
| Total | Total                   | Total                                                              | Presencias | 3   | Goles    | 0 |  |                |                          |

| Selección chilena | Selección chilena | Selección chilena |
| Año               | Partidos          | Goles             |
| ----------------- | ----------------- | ----------------- |
| 2011              | 1                 | 0                 |
| 2013              | 2                 | 0                 |
| Total             | 3                 | 0                 |

## Estadísticas

### Clubes
| Club | Div           | Temporada     | Liga  | Liga  | Copas nacionales(1) | Copas nacionales(1) | Torneos internacionales(2) | Torneos internacionales(2) | Total | Total |
| Club | Div           | Temporada     | Part. | Goles | Part.               | Goles               | Part.                      | Goles                      | Part. | Goles |
| --- | ------------- | ------------- | ----- | ----- | ------------------- | ------------------- | -------------------------- | -------------------------- | ----- | ----- |
| Santiago Wanderers · Chile | 2.ª           | 2008          | 9     | 0     | 1                   | 0                   | —                          | —                          | 10    | 0     |
| Santiago Wanderers · Chile | 2.ª           | 2009          | 18    | 3     | —                   | —                   | —                          | —                          | 18    | 3     |
| Santiago Wanderers · Chile | 1.ª           | 2010          | 28    | 2     | 1                   | 0                   | —                          | —                          | 29    | 2     |
| Santiago Wanderers · Chile | 1.ª           | 2011          | 33    | 7     | 5                   | 0                   | —                          | —                          | 38    | 5     |
| Santiago Wanderers · Chile | 1.ª           | 2012          | 15    | 11    | —                   | —                   | —                          | —                          | 15    | 11    |
| Santiago Wanderers · Chile | 1.ª           | 2020          | 31    | 7     | —                   | —                   | —                          | —                          | 31    | 7     |
| Santiago Wanderers · Chile | 1.ª           | 2021          | 15    | 1     | 5                   | 0                   | —                          | —                          | 20    | 1     |
| Santiago Wanderers · Chile | Total club    | Total club    | 149   | 31    | 12                  | 0                   | 0                          | 0                          | 161   | 31    |
| Universidad de Chile · Chile | 1.ª           | 2012          | 10    | 4     | 6                   | 1                   | 8                          | 1                          | 24    | 6     |
| Universidad de Chile · Chile | 1.ª           | 2013          | 10    | 6     | —                   | —                   | 5                          | 2                          | 15    | 8     |
| Universidad de Chile · Chile | 1.ª           | 2013-14       | 13    | 3     | 1                   | 0                   | 3                          | 0                          | 17    | 3     |
| Universidad de Chile · Chile | 1.ª           | 2014-15       | 23    | 10    | 4                   | 3                   | 6                          | 2                          | 33    | 15    |
| Universidad de Chile · Chile | 1.ª           | 2015-16       | 27    | 8     | 11                  | 1                   | 1                          | 0                          | 39    | 9     |
| Universidad de Chile · Chile | 1.ª           | 2016-17       | 9     | 2     | —                   | —                   | 2                          | 0                          | 11    | 2     |
| Universidad de Chile · Chile | 1.ª           | 2017          | 12    | 5     | 6                   | 1                   | —                          | —                          | 18    | 6     |
| Universidad de Chile · Chile | 1.ª           | 2018          | 7     | 2     | 2                   | 0                   | —                          | —                          | 9     | 2     |
| Universidad de Chile · Chile | 1.ª           | 2019          | 21    | 2     | 5                   | 0                   | 2                          | 0                          | 28    | 2     |
| Universidad de Chile · Chile | Total club    | Total club    | 132   | 42    | 35                  | 6                   | 27                         | 5                          | 194   | 53    |
| Al-Shabab Arabia Saudita | 1.ª           | 2017-18       | 6     | 2     | 1                   | 1                   | —                          | —                          | 7     | 3     |
| Al-Shabab Arabia Saudita | Total club    | Total club    | 6     | 2     | 1                   | 1                   | 0                          | 0                          | 7     | 3     |
| O'Higgins · Chile | 1.ª           | 2022          | 18    | 0     | 4                   | 0                   | —                          | —                          | 22    | 0     |
| O'Higgins · Chile | Total club    | Total club    | 18    | 0     | 4                   | 0                   | 0                          | 0                          | 22    | 0     |
| Deportes Antofagasta · Chile | 2.ª           | 2023          | 27    | 3     | 0                   | 0                   | —                          | —                          | 27    | 3     |
| Deportes Antofagasta · Chile | 2.ª           | 2024          | 18    | 2     | 1                   | 1                   | —                          | —                          | 19    | 3     |
| Deportes Antofagasta · Chile | Total club    | Total club    | 45    | 5     | 1                   | 1                   | 0                          | 0                          | 46    | 6     |
| Total carrera | Total carrera | Total carrera | 350   | 80    | 53                  | 8                   | 27                         | 5                          | 430   | 93    |
| (1) Incluye datos de Copa Chile, Supercopa de Chile y Copa del Rey de Campeones. (2) Incluye datos de Copa Suruga Bank, Copa Libertadores, Copa Sudamericana y Recopa Sudamericana. (3) No incluye goles en partidos amistosos. |               |               |       |       |                     |                     |                            |                            |       |       |

### Resumen estadístico
| Competición               | Partidos | Goles |
| ------------------------- | -------- | ----- |
| Primera División          | 272      | 70    |
| Liga Profesional Saudí    | 6        | 2     |
| Primera B                 | 72       | 8     |
| Copa Chile                | 51       | 6     |
| Supercopa Chile           | 1        | 0     |
| Copa del Rey de Campeones | 1        | 1     |
| Copa Libertadores         | 17       | 4     |
| Copa Sudamericana         | 8        | 1     |
| Recopa Sudamericana       | 1        | 0     |
| Copa Suruga Bank          | 1        | 0     |
| Selección de Chile        | 3        | 0     |
| Selección de Chile Sub-17 | 4        | 0     |
| Selección de Chile Sub-15 | 4        | 0     |
| Total                     | 441      | 93    |

## Palmarés

### Títulos nacionales
| Título             | Club                 | País  | Año     |
| ------------------ | -------------------- | ----- | ------- |
| Copa Chile         | Universidad de Chile | Chile | 2012/13 |
| Primera División   | Universidad de Chile | Chile | 2014-A  |
| Supercopa de Chile | Universidad de Chile | Chile | 2015    |
| Copa Chile         | Universidad de Chile | Chile | 2015    |
| Primera División   | Universidad de Chile | Chile | 2017-C  |

### Distinciones individuales
| Distinción                            | Año    |
| ------------------------------------- | ------ |
| Goleador de Primera División de Chile | 2012-A |